# Бруно Астийский
Бруно Астийский / Бруно Сеньинский (Bruno, также известный как Bruno of Segni; Bruno Astense; Brunonis Astensis; Bruno di Segni) — католический церковный деятель XI—XII веков.

## Биография
Бруно родился в княжеской семье д’Асти из Пьемонта.
В 1086 году стал кардиналом-епископом Сеньи.
В 1095—1096 годах сопровождал папу Урбана II в поездке по Франции, присутствовал на соборах в Клермоне и Туре. В 1107—1111 годах — аббат Монтекассино.
По просьбе жителей Сеньи, Бруно возвратился в свою епархию, где и умер в 1123 году.
Канонизирован папой Луцием III в 1183 году, день памяти — 18 июля.